# Samsung Galaxy S III
A Samsung Galaxy S III egy androidos mobiltelefon (okostelefon), amit a Samsung 2012 májusában jelentett be. Az Android 4.0.3 verziójával jelent meg, a Google Now-t is tartalmazó 4.1-re (Jelly Bean) frissíthető. Magyarországon először a T-Mobile kezdte árusítani. Az egész világon hatalmas sikert aratott a Samsung Galaxy S II és a Samsung Galaxy S III mini mellett.

## Piaci bevezetés és fogadtatás
A Samsung Galaxy S3 bárhol a világon eladási rekordokat dönt. A világon 140 országban értékesítették. Az új operációs rendszerével nagy figyelemre tett szert. Magyarországon 2012 júniusában mutatták be, nagy sikert aratott.

## Processzorok
A készülék négymagos processzorral rendelkezik. Ezek a következők:

##### Exynos 4412 Quad
A Samsung Galaxy S3 Exynos 4412 Quad processzorral rendelkezik, amely a Quad-core 1,4 GHz Cortex-A9 1,4 GHz-s CPU-ját használja.

##### Quad-core 1,4 GHz Cortex-A9
Ez a készülék egyik processzora, benne található egy 1,4 GHz-s Cortex-A9-es CPU.

## Tárhely
1 GB RAM-mal, és 16 GB tárhellyel rendelkezik, ami microSD-vel bővíthető 64 GB-ig.

## Kijelző
Egy 4,8 hüvelykes Gorilla Glass (egy repedés és karcolásmentes anyag) kijelzővel rendelkezik.

## ROM-verziók
A gyártó a Samsung Galaxy S III-at Android 4.0.3 – Ice Cream Sandwich – operációs rendszerrel dobta a piacra; később elérhetővé vált az Android 4.1.2 verziója, a Jelly Bean.
2014-ben már gyárilag a 4.3-as Android operációs rendszerrel volt megvásárolható, természetesen a régebbi modellek is frissíthetők voltak.